# Pianosa (Toscaanse archipel)

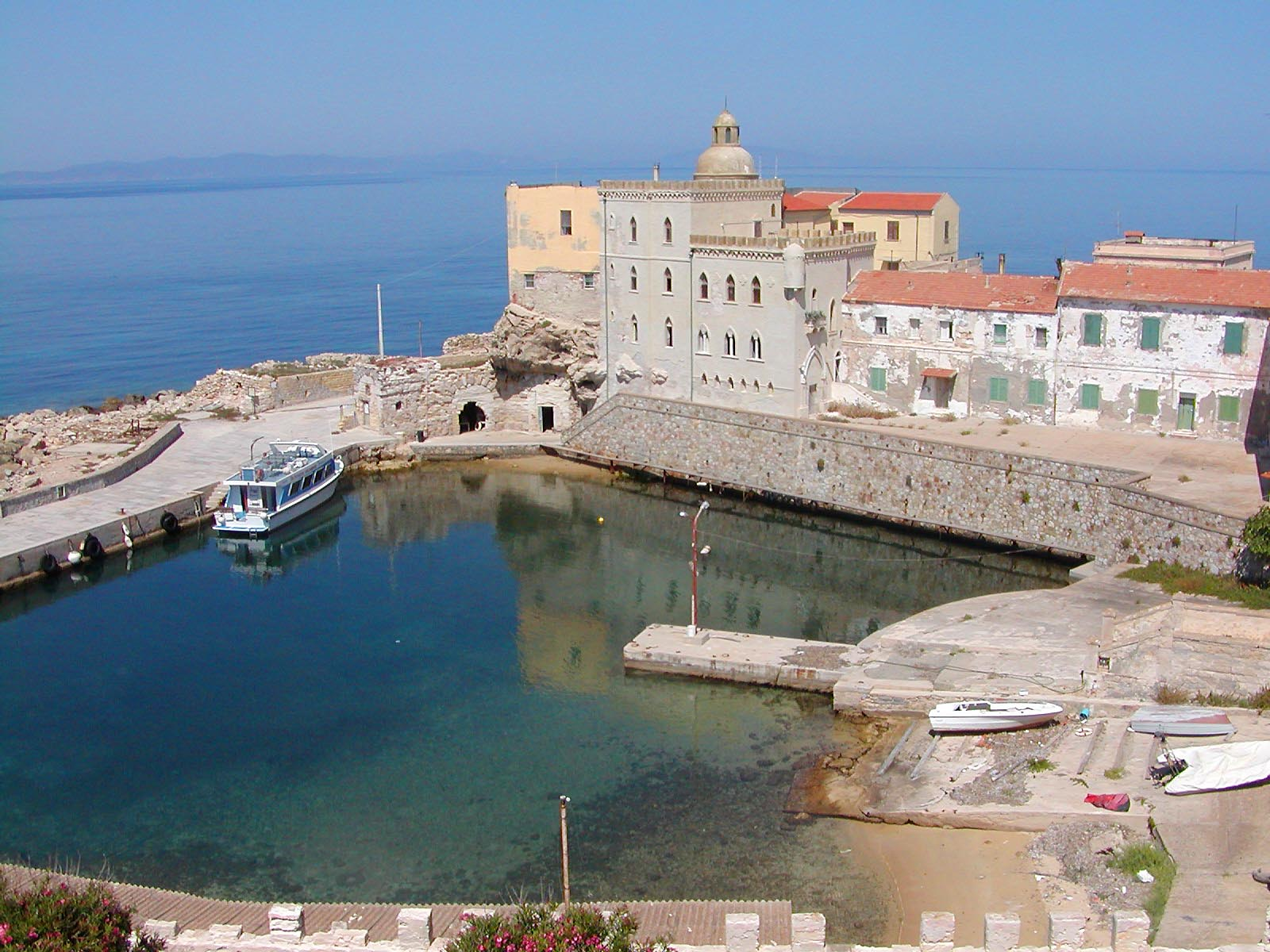
Kleine haven op Pianosa

Het Isola di Pianosa (kortweg Pianosa) is een Italiaans eiland in de Tyrreense Zee, dat deel uitmaakt van de Toscaanse Archipel, die tevens een Nationaal Park is. Het eiland, 15 km ten zuidwesten van Elba, dankt zijn naam aan het Italiaanse pianoso (vlak), dat het eiland landschappelijk karakteriseert. Het hoogste punt ligt op 30 meter boven zeeniveau. Het eiland heeft een vuurtoren met een hoogte van 42 meter. Bij Pianosa liggen nog twee kleinere eilanden, La Scola in het oosten en La Scarpa in het noorden.
Doordat het eiland en de wateren eromheen lange tijd vrijwel ontoegankelijk zijn geweest voor buitenstaanders, neemt het eiland qua flora en fauna een bijzondere plaats in binnen de archipel.

## Geschiedenis
In de klassieke Oudheid heette Pianosa Planasia en was het een ballingsoord. Agrippa Posthumus, kleinzoon en ex-opvolger van keizer Augustus, werd in de jaren 6-7 naar Pianosa verbannen en verbleef er tot zijn terechtstelling in het jaar 14. Resten van een Romeinse villa met catacomben staan bekend als de Villa di Agrippa of Bagni di Agrippa.
Pianosa heeft later lange tijd een gevangenis geherbergd. In 1858 werd het eiland ingericht als strafkolonie, bestaande uit verschillende stukken land, die door gedetineerden bewerkt werden. Enkele jaren later werd de bouw van een gevangenis voltooid. Vanaf 1884 werden vanuit het hele land aan tuberculose lijdende gedetineerden overgebracht naar de gevangenis op het eiland.
Op 17 september 1943 werd het eiland bezet door het Duitse leger en op 17 april 1944 werd het gebombardeerd door de geallieerden (tijdens de Tweede Wereldoorlog).
Omstreeks 1978 werd aanvankelijk besloten de gevangenis te sluiten, maar binnen enkele jaren werd het roer weer omgegooid en werden veroordeelde maffia-leden op het eiland vastgezet. Vanaf toen werd Pianosa strenger bewaakt dan ooit. De gevangenis werd door een muur afgesloten van de rest van het eiland, en er gold een streng vaar- en vliegverbod in de directe omgeving van het eiland.
In 1997 werd echter de laatste gedetineerde van het eiland afgevoerd naar een gevangenis op het vasteland. Hoewel de gevangenis niet meer gebruikt wordt is het eiland enkel toegankelijk onder begeleiding van een lokale gids, en met toestemming van het Italiaanse ministerie voor Binnenlandse Zaken. Het eiland heeft meerdere stranden, maar bezoekers worden alleen toegelaten op Cala Giovanna, het grootste strand van het eiland.
Catch-22, de beroemde roman van de Amerikaanse schrijver Joseph Heller, speelt grotendeels op dit eiland.